# Сухолжино (Новгородська область)
Сухолжино (рос. Сухолжино) — присілок в Хвойнинському районі Новгородської області Російської Федерації.
Населення становить 35 осіб. Входить до складу муніципального утворення Кабозьке сільське поселення.

## Історія
Від 2005 року входить до складу муніципального утворення Кабозьке сільське поселення

## Населення
| 1911 | 1928 | 2009 | 2010 |
| ---- | ---- | ---- | ---- |
| 78   | ↗107 | ↘60  | ↘35  |